# Carro triomfal

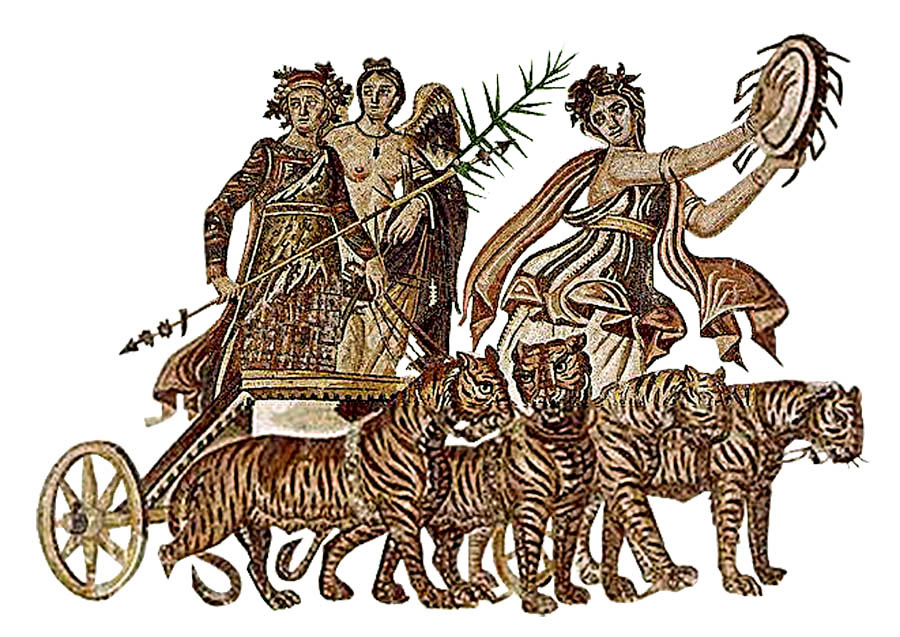
Representació de Dionís amb carro triomfal

 Es diu carro triomfal al carro gran amb seients pintats i adornat que s'usa a les processons, representacions i altres actes públics.
El carro triomfal era aquell carro rodó en què eren conduïts els herois de l'antiguitat i que guiaven drets els mateixos triomfadors. També s'empraven per a altres cerimònies com per fer l'apoteosi, donar possessió als cònsols del seu càrrec, etc.
A l'antiga Grècia, s'adornaven les places i els temples amb carros de bronze en record dels triomfs assolits en les carreres i els romans van adoptar la mateixa imatge per commemorar els seus triomfs militars. Els arcs triomfals s'adornaven amb carros que remataven o coronaven.